# 福田雅太郎
福田 雅太郎（ふくだ まさたろう、1866年7月7日（慶応2年5月25日） - 昭和7年（1932年）6月1日）は、日本陸軍の軍人。陸士旧9期、陸大9期。栄典は従二位勲一等功三級、聖マイケル・聖ジョージ勲章ナイト・コマンダー（KCMG）。最終階級は陸軍大将。

## 経歴
大村藩士・福田市兵衛の二男として現在の長崎県大村市で生まれる。大村中学校、有斐学舎を経て、1887年7月、陸軍士官学校（旧9期）を卒業し、歩兵少尉任官、歩兵第3連隊付となる。1893年11月、陸軍大学校（9期）を卒業。
日清戦争には第1師団副官として出征。参謀本部第2局員、ドイツ留学、参謀本部員（編制動員班長）、兼陸大教官、兼大山巌元帥副官、オーストリア公使館付を経て、日露戦争に第1軍参謀（作戦主任）として出征した。開戦前は、田中義一、秋山真之らとともに対露早期開戦派であった。
第1軍参謀副長、第3師団参謀長、オーストリア公使館付、参謀本部課長、歩兵第38連隊長、歩兵第53連隊長などを歴任し、1911年（明治44年）9月、陸軍少将に進級。歩兵第24旅団長、関東都督府参謀長、参謀本部第2部長、中国出張などを経て、1916年（大正5年）5月、陸軍中将となる。欧州出張、第5師団長、参謀本部次長、台湾軍司令官などを歴任し、陸軍大将に進級した。
軍事参議官となり、1923年（大正12年）9月の関東大震災に伴い、関東戒厳司令官を兼務。在職中、甘粕事件が起こり、その不手際を問われて司令官を更迭された。1924年（大正13年）第2次山本内閣退陣に伴う清浦内閣組閣に際し、上原勇作により陸軍大臣に推挙されるが、田中義一らの工作により就任はかなわなかった。
同年9月1日、甘粕事件での大杉栄殺害を怨恨され、東京本郷三丁目のフランス料理店で和田久太郎により狙撃されたが無事であった。
実行犯の和田久太郎は、一審で死刑を言い渡され控訴しなかった。
1925年（大正14年）5月23日、福岡市東中洲の料亭での立花小一郎陸軍大将の福岡市長任命祝賀会にて、再び狙撃されたが、無傷だった。同月、予備役に編入された。
その後、1928年（昭和3年）1月、大日本相撲協会会長、1930年（昭和5年）4月、枢密顧問官にそれぞれ就任した。

## 年譜
- 1887年（明治20年）7月21日 - 少尉
- 1890年（明治23年）11月23日 - 陸大入学
- 1891年（明治24年）7月1日 - 中尉
- 1893年（明治26年）11月30日 - 陸大卒業
- 1895年（明治28年）1月19日 - 大尉
- 1900年（明治33年）10月31日 - 少佐
- 1903年（明治36年）12月13日 - オーストリア公使館附
- 1904年（明治37年）
  - 2月14日 - 第1軍作戦主任参謀
  - 8月29日 - 第1軍参謀副長
  - 9月21日 - 中佐
- 1905年（明治38年）12月20日 - 第3師団参謀長
- 1907年（明治40年）
  - 1月12日 - オーストリア公使館附武官
  - 11月13日 - 大佐
- 1909年（明治42年）
  - 10月4日 - 参謀本部情報課長
  - 11月30日 - 歩兵第38聯隊長
- 1910年（明治43年）11月21日 - 歩兵第53聯隊長
- 1911年（明治44年）9月6日 - 少将・歩兵第24旅団長
- 1912年（大正元年）12月26日 - 関東都督府参謀長
- 1914年（大正3年）5月11日 - 参謀本部第2部長
- 1916年（大正5年）5月2日 - 中将・参謀本部附（欧州出張）
- 1917年（大正6年）8月6日 - 第5師団長
- 1918年（大正7年）10月10日 - 参謀次長
- 1920年（大正9年）11月 - 陸軍特別大演習参加[3]
- 1921年（大正10年）
  - 5月3日 - 台湾軍司令官
  - 12月19日 - 大将
- 1923年（大正12年）
  - 8月6日 - 軍事参議官
  - 9月3日 - 兼関東戒厳司令官
  - 9月20日 - 免兼
- 1925年（大正14年）
  - 5月1日 - 待命
  - 5月25日 - 予備役
- 1928年（昭和3年）1月 - 大日本相撲協会会長
- 1930年（昭和5年）4月18日 - 枢密顧問官

## 陸軍大臣事件（陸相候補問題）
山縣有朋亡き後、立場の違いによる意見の対立はあったものの、田中義一は長州閥の影響力を背景に上原閥内で大きな発言力を有していた。さながら、かつての山縣と上原勇作の関係に酷似しており、それを踏襲して上原は上原閥のNo.2である田中や長州閥に配慮した人事を行った。参謀総長に田中と同期の河合操を、教育総監に同期で長州閥の大庭二郎を据え、次の陸軍大臣に田中の親友で上原閥の福田を推挙した。しかし、田中はこれを造反の好機と見た。1924年1月、「福田雅太郎、尾野実信、宇垣一成の順で推薦します。」と上原に告げ、齟齬がないことで上原を油断させた。一方で福田の脛に傷（甘粕事件）があるのを利用し、清浦奎吾、河合、大庭を説得して自身の腹心である宇垣を陸相に就けることに成功したのである。この時、逆の順番で清浦に推薦したとも言われている。また、田中は研究会を介して清浦に圧力もかけている。さらに三長官一致の原則（前任者が推薦し、三長官の同意と軍事参議官（会議）の了解を得て候補者とする）を導入し、上原の権力を削ごうとした。これ以後、上原閥と長州閥（田中閥）の抗争が始まることとなった。福田は親友に裏切られ、そのまま予備役入りすることになってしまったのである。
1925年4月8日、軍事参議官会議において田中の予備役入りを審議。この審議は田中を予備役入りさせたい福田らの要望だけでなく、田中本人が望んだもの（発議は指示を受けた宇垣によるもの）であった。当時の参議官は山梨半造、大庭以外は上原閥もしくは準上原閥であったため、田中の予備役入りは即日決定された。田中は三浦梧楼の支援を受けて政界入りの準備を完了しており、翌日陸軍を退役して政友会総裁となる。「現役の身として政友会総裁の噂を立てられた以上、それだけですでに現役におれぬ。」と田中は新聞記者一同の前で小芝居をして見せている。陸軍機密費横領問題が事実であれば、田中は陸相時代から既に政界入りを計画していたことになり、予備役入りは望むところで、陸軍への影響力保持のため宇垣を陸相に据えたのである。しかし、その後の上原閥との敵対、宇垣の離反、長州閥の駆逐による陸軍への影響力の低下が遠因で総理大臣を辞職することになったことは皮肉と言わざるを得ない。

## 栄典
位階
- 1890年（明治23年）10月15日 - 正八位[5][6]
- 1892年（明治25年）1月27日 - 従七位[5][7]
- 1895年（明治28年）9月20日 - 正七位[5][8]
- 1901年（明治34年）3月11日 - 従六位[5][9]
- 1904年（明治37年）10月27日 - 正六位[5][10]
- 1907年（明治40年）12月27日 - 従五位[5][11]
- 1911年（明治44年）10月20日 - 正五位[5][12]
- 1916年（大正5年）6月10日 - 従四位[5][13]
- 1918年（大正7年）6月29日 - 正四位[5][14]
- 1921年（大正10年）7月11日 - 従三位[5][15]
- 1924年（大正13年）9月15日 - 正三位[5][16]
- 1932年（昭和7年）6月1日 - 従二位[5][17]

勲章等
- 1889年（明治22年）11月29日 - 大日本帝国憲法発布記念章[5][18]
- 1895年（明治28年）
  - 10月12日 - 功五級金鵄勲章・勲六等瑞宝章[5]
  - 11月18日 - 明治二十七八年従軍記章[19][5]
- 1901年（明治34年）11月30日 - 勲五等瑞宝章[5][20]
- 1905年（明治38年）5月30日 - 勲四等瑞宝章[5][21]
- 1906年（明治39年）4月1日 - 勲三等瑞宝章・功三級金鵄勲章・明治三十七八年従軍記章[5][22]
- 1915年（大正4年）
  - 2月26日 -  勲二等瑞宝章[5][23]
  - 11月7日 - 旭日重光章・大正三四年従軍記章[5][24]
  - 11月10日 - 大礼記念章（大正）[5]
- 1920年（大正9年）11月1日 -  勲一等旭日大綬章・大正三年乃至九年戦役従軍記章[5][25]
- 1928年（昭和3年）11月10日 - 大礼記念章（昭和）[5]
- 1932年（昭和7年）6月1日 - 金杯一組[5]

外国勲章佩用允許
- 1909年（明治42年）11月30日
  -  2等メディジディー勲章（en）[26]
  -  2等王冠勲章（de）[26]
  -  2等フランツ・ヨーゼフ勲章（en）[26]
  -  2等鉄冠勲章（en）[26]
  -  ルーマニア星勲章コマンダー（en）[26]
- 1915年（大正4年）3月10日 - 中華民国二等嘉禾章[5]
- 1917年（大正6年）
  - 2月3日 -   1等聖アンナ勲章（英語版）[27]
  - 2月3日 -  聖マイケル・聖ジョージ勲章ナイト・コマンダー[27]
  - 3月28日 -  レジオンドヌール勲章グラントフィシエ[28]
- 1918年（大正7年）6月16日 - 中華民国二等文虎勲章[5]
- 1919年（大正8年）9月27日 - 中華民国二等宝光嘉禾章[5]
- 1932年（昭和7年）6月1日 - 満洲帝国大満洲国建国功労章[5]
- 1等聖スタニスラフ勲章（en）

## 親族
- 娘婿 安田銕之助（陸軍中佐）・奈良三郎（陸軍中尉）
- 孫 安田元久（歴史学者・学習院大学学長、安田銕之助の息子）